# Surry Hills, New South Wales
Surry Hills este o suburbie în Sydney, Australia. Lângă centrul orașului se află Moore Park. Aici se află celebrele studiouri Studiourile Fox Australia.